# Vajont (comune)
Vajont (IPA: /vaˈjɔnt/; Vaiònt in friulano occidentale) è un comune italiano di 1 609 abitanti nella provincia di Pordenone, in Friuli-Venezia Giulia. Si tratta di una città di fondazione sorta nel XX secolo.

## Geografia fisica
Per chi arriva da Pordenone Vajont si trova sul terrazzo tettonico che domina la sinistra del Cellina a 287 metri sul livello del mare, all'imbocco della piana maniaghese, in una superficie di appena 2 chilometri quadrati. Il paese è raggiungibile grazie all'ex strada statale 251 che lambisce l'abitato e attraverso la strada interna che lo collega a Maniago.
Il territorio comunale risulta compreso tra i 252 metri e i 295 metri, l'escursione altimetrica è quindi pari a 43 metri.
La zona, completamente pianeggiante, fa parte dei magredi; il territorio alluvionale è formato dal fiume Cellina nei pressi dello storico ponte Giulio. Dal paese si raggiunge molto facilmente il greto del torrente; sono presenti orchidee e boschi e anche molta fauna tipica della zona.

## Storia
Il comune è stato costituito nel 1971 scorporando una parte del territorio comunale di Maniago. In quest'area era stato costruito un nuovo centro abitato per ospitare i sopravvissuti al disastro del Vajont provenienti dal comune di Erto e Casso.

### Dopo il disastro
L'11 ottobre 1963, mentre proseguivano gli sforzi per raggiungere i borghi ancora isolati, in alcuni casi anche con gli elicotteri, sia italiani sia della base NATO di Aviano, il Presidente del Consiglio Giovanni Leone e il ministro dell'interno Mariano Rumor incontrarono nel municipio di Erto e Casso il sindaco De Damiani, il vicesindaco Martinelli, il sindaco di Cimolais Ambrogio Fabris e molte altre autorità, per fare un punto della situazione e prendere i dovuti provvedimenti.
Le persone furono subito trasferite nei comuni di Cimolais e Claut. Era già notte e alla colonia di San Salvatore si presentò una corriera di bambini e lattanti, con le loro mamme, ma per loro non c'era né cena né alloggio e furono mandati all'albergo di Claut.
Durante la riunione fu deciso che donne, bambini e anziani fossero portati lontano dalla sciagura, fra Pordenone e Conegliano. 1800 persone trovarono sistemazione in vari paesi. Allo stesso tempo arrivarono viveri e medicinali e subito dopo buoni viaggio e buoni benzina, per la ricerca di parenti o, nei casi meno fortunati, delle salme. Per motivi di sicurezza i due paesi furono dichiarati inagibili; si dovette trasferire anche il municipio e a questo scopo Cimolais offrì una stanzetta; il fatto che si trovasse in questo paese si rivelò strategico, dato che la maggioranza delle persone era stata sfollata a Claut o a Cimolais, paesi vicini al luogo della tragedia.
Il 20 ottobre erano già state scelte le aree più idonee per due villaggi di case prefabbricate per la rapida sistemazione delle famiglie, una a Claut e una a Cimolais (ma in quest'ultimo comune il villaggio non venne poi edificato). A Claut il 12 novembre si era già cominciato a costruire le prime pre-case; alcune di queste case sono tuttora in piedi, sebbene non utilizzate, mentre la maggior parte sono state demolite.
A Claut e Cimolais non andarono a vivere tutte le persone che prima abitavano a Erto e Casso: quelle che ne avevano la possibilità vennero ospitate da parenti o amici in vari paesi del Friuli e del Veneto, o andarono a vivere in affitto. A Cimolais fu anche aperto un consultorio pediatrico.
Dieci pre-case costruite su un terreno in località Roiatta donato dalla Provincia, con la manodopera del Genio Civile ed il materiale donato dalle Chiese evangeliche svizzere, vennero subito occupate da dieci famiglie.

### Il referendum
Il 6 aprile 1964 venne indetto il referendum sulla scelta delle aree da destinare alla ricostruzione. Poterono votare i residenti alla data 9 ottobre 1963 iscritti nelle liste elettorali di Erto e Casso e, fra i non residenti, i proprietari. Alla fine furono scelte tre località: Ponte Giulio (in comune di Maniago), Stortan, a monte di Erto e Pian di Vedoia (in comune Ponte nelle Alpi). Nel frattempo Maniago approvò all'unanimità il piano per il trasferimento dell'abitato di Erto e Casso nel proprio comune.
Mentre il nuovo paese iniziava a prendere forma, il futuro comune di Vajont era di fatto una exclave amministrativa del comune di Erto e Casso, distante 43 km.
Il 23 aprile 1971 a Cimolais si riunì il consiglio comunale in forma straordinaria e in seduta pubblica; la riunione si svolse in un prato affollato dai cittadini e da forze dell'ordine, che avrebbero garantito sicurezza in caso di una possibile degenerazione in tumulto. La riunione si tenne nel prato poiché la sede comunale provvisoria era stata occupata da un gruppo di persone che volevano mantenere l'insediamento a Erto; ci fu anche una ipotesi più fantasiosa, subito scartata, di congiungere geograficamente le due località da una linea retta lunga 40 km larga un metro. Alle ore 15, su convocazione, arrivarono i rappresentanti dei lavoratori ertocassanesi, eletti democraticamente, e la consulta ebbe inizio.
Fu deciso di istituire il nuovo comune di Vajont scorporandolo da quello di Erto, nella ex località di Ponte Giulio donata dal comune di Maniago. Il 10 luglio 1971, per l'istituzione del comune di Vajont, con il sesto verbale della commissione elettorale, vennero consegnate dal comune di Erto e Casso a quello di Vajont 372 schede maschili e 360 schede femminili, per un totale di 732 cittadini che passarono sotto il nuovo comune. Il 26 novembre 1971 si svolsero le prime elezioni comunali, nelle quali fu eletto sindaco Renzo De Lorenzi, che divenne così il primo sindaco della storia di Vajont.

### L'aspetto del paese
Lo studio urbanistico venne effettuato da Giuseppe Samonà, che progettò un paese nuovo che potesse soddisfare tutte le necessità dei suoi abitanti.
Il 10 ottobre 1965 il Consiglio comunale deliberò che:
- gli interessati scegliessero il rione in cui intendessero abitare;
- dopo un mese dalla presentazione della relativa domanda fossero estratti a sorte i lotti;
- i commercianti (vecchie licenze) si orientassero direttamente verso il luogo ritenuto più opportuno alla loro attività.

Gran parte di viali, vie e piazze porta il nome delle località e frazioni di Erto e Casso.
Il primo edificio a sorgere a Vajont fu una casa, in via S. Martino, 19. La sua costruzione, come la costruzione di tutto il paese ebbe come data d'inizio il 28 dicembre 1966, con la cerimonia della posa della prima pietra. Altre due case, dei fratelli De Lorenzi, sorgeranno all'inizio di gennaio 1967. Un anno e mezzo dopo, il 9 luglio 1968, si trasferiranno a Vajont alcune famiglie. A ottobre dello stesso anno le persone che abitano a Vajont sono già duecento e occupano complessivamente cinquanta case; a metà novembre le persone saranno duecentocinquanta, in sessantasei nuclei familiari.
Con l'inizio dei lavori di costruzione del nuovo paese anche i vari servizi subirono una ripresa, tra cui le scuole. Il 1º ottobre 1968, infatti, venne aperta la scuola elementare: le lezioni non si tenevano in un edificio apposito, ma in una casa privata in via Mulini 21, proprio sotto la sede provvisoria del municipio. Lì due maestre insegnavano a trentacinque bambini, numero che aumenterà nel corso di tutto ottobre. Con il passare del tempo tutto continuava a migliorare e così accanto alle nuove case sorsero anche due vere e proprie scuole, una elementare e una media, che aprirono il 1º luglio 1971.
La disposizione delle vie è molto regolare, simile all'urbanistica romana: una griglia ordinata di strade, viali e vie che si incrociano in maniera regolare. Le vie non vanno esattamente da nord a sud o da est a ovest perché il paese, se lo si guarda esattamente da nord, è posizionato come un rombo: infatti è stato disposto in modo da essere parallelo alle montagne e alla Valcellina. Camminando per viale Colomber in direzione della montagna si ha l'impressione che sia l'inizio di un'ipotetica strada che senza mai curvare o cambiare direzione parta dal grande Viale alberato e porti direttamente verso la Valcellina. I due viali principali, Pineda - Colomber (“nord-sud”) e S. Bartolomeo - SS. Gervasio e Protasio (“est-ovest”) dividono il paese in quattro aree.
Partendo da nord-est, si ha la zona dove si trovano la maggior parte degli esercizi commerciali, le scuole elementari ed ex-medie, case costruite negli anni settanta e una zona di case costruite più recentemente. I negozi si trovano tutti sotto una fila di portici: si tratta di edifici a due piani, con il negozio al piano inferiore e abitazioni al piano di sopra, racchiusi in una sorta di colonnato.
Proseguendo in senso orario abbiamo la zona dove si trovano il Municipio, Piazza Monte Toc, piazza Vittime del Vajont con la Fontana Monumento in ricordo delle Vittime del Vajont, la Chiesa, il campanile, la Canonica e il Centro comunitario, la Scuola Materna Comunale, anch'essa circondata da una bella zona verde, le Poste e l'Ambulatorio medico; in questa zona si trovano anche le prime case costruite, tra cui quelle che ospitarono la prima scuola, la prima sede comunale e la prima chiesa.
Pur non essendo in una posizione centrale del paese si può considerare Piazzale Monte Toc il centro di Vajont, perché circondato dai portici con i negozi, dal municipio e dalle Poste; inoltre è una grande piazza aperta e soleggiata dove i giovani amano incontrarsi e passare del tempo. Piazza Vittime del Vajont è invece molto più piccola e raccolta: si trova tra il Municipio e la Chiesa, davanti al campanile. Qualche anno fa è stata costruita la Fontana Monumento alle Vittime del Vajont, la fontana ha la forma stilizzata del lago e della diga e su di essa sono incisi i nomi delle vittime di Erto e Casso. Nonostante la recente costruzione il progetto della fontana è dello stesso periodo del resto del paese, anni '60.
Il municipio è un edificio dalla forma originale; vedendolo, specialmente in foto, si ha l'impressione di guardare un'onda o una rappresentazione del vento. Ha una forma triangolare e può sembrare quasi sospeso, per metà, nell'aria. Sotto al Municipio si trova la biblioteca comunale.
Anche la chiesa a Vajont ha una storia curiosa: la prima “cappella” si trovava in un garage. Il 19 gennaio 1969 si riunirono i capifamiglia vajontesi per esaminare le possibilità di costruire una cappella ampia ed adeguata al servizio liturgico e il 5 giugno 1969 monsignor Roberto Carniello, vescovo ausiliare, benedisse la cappella provvisoria costruita su un'area verde, all'incrocio tra viale Colomber e viale SS. Gervasio e Protasio, grazie alla generosità dei cittadini, di imprese edili e del Comune.
Un'altra data importante nella costruzione di Vajont è il 2 novembre 1969, giornata nella quale venne posata la prima pietra per la costruzione dell'attuale chiesa di Vajont e consacrato il cimitero monumentale del paese. La chiesa fu poi aperta al culto il 15 settembre 1974 e consacrata dall'amministratore apostolico della diocesi, mons. Abramo Freschi, il 7 dicembre successivo. La chiesa e l'annesso centro comunitario sono opere, come la Cappella e cimitero, degli architetti Glauco Gresleri e Silvano Varnier. La chiesa è un edificio grande, ma non vistoso; molto spesso le persone che vengono a Vajont per la prima volta faticano a riconoscerlo come un tempio. È sede della locale parrocchia, istituita il 3 novembre 1970.
La terza zona, proseguendo sempre in senso orario, ospita un paio di esercizi commerciali, le case “del Corriere” e altre case con area agricola: ogni lotto, della stessa misura di tutti gli altri lotti del paese, ha annesso nel retro altrettanto terreno da utilizzare come zona agricola; molti di questi lotti vengono tuttora utilizzati come orti. Le case “del Corriere”, chiamate anche “case popolari”, sono subito riconoscibili, sono una schiera di casette in mattoni, a due piani, poste davanti a una grande piazza in asfalto chiamata, appunto Piazza Corriere della Sera.
L'ultima zona è occupata solo da case, vecchie e nuove. Negli anni passati in questa zona esisteva anche un parco dove vivevano vari animali selvatici. A seguito della realizzazione del film Vajont: La diga del disonore del regista Renzo Martinelli in questa zona è stato posizionato il pezzo di diga costruito appositamente per le riprese del film.
Una strada che scorre parallela al viale Pineda-Colomber, via Col Nudo, “divide” dal paese la nuova zona artigianale e lo Stadio Comunale, dotato di pista d'atletica e irrigazione sotterranea con una tribuna capace di contenere 800 spettatori, il campo d'allenamento, il palazzetto dello sport, i campi da tennis e da pallacanestro e la zona verde ricreativa che a Vajont viene chiamata “Pineta”. Inoltre si sta completando la palestra di roccia su una parete del palazzetto e alcune pedane per praticare in sicurezza lo skateboard. Di nuova costruzione anche il Poligono di Tiro per Carabina (200 m) e Pistola (20 m), adagiato quasi sul greto del torrente Cellina. Sempre la stessa strada porta al Camposanto di Vajont, anch'esso progettato da Gresleri e Varnier, ampliato recentemente; la parte vecchia del Camposanto vista dall'alto ricorda un'onda, mentre la parte nuova sempre vedendola dall'alto assomiglia ad un vortice. Dietro di esso sorge la chiesetta costruita con sassi e legno comune. È un tempio pieno di luce grazie alla presenza di una grande vetrata, che annuncia a tutti la speranza di ricominciare. Tutto è massiccio come la fede di un tempo, quando il camposanto era un luogo di preghiera e speranza, non deposito di morti col fiore della memoria.

## Monumenti e luoghi d'interesse

### Architetture religiose
- Chiesa parrocchiale Gesù Crocifisso (architettura moderna, G. Gresleri e S. Varnier)
- Cappella e Cimitero (architettura moderna, G. Gresleri e S. Varnier)
- Fontana Monumento alla Vittime del Vajont (fontana che ricorda la forma del lago e della diga in maniera stilizzata)

### Architetture civili
- Municipio e casa comunale.
- Abitazione tipica Vajontina.

### Luoghi naturali
- Magredi: “Siti di Importanza Comunitaria” riconosciuti dall'Unione europea.

## Società

### Evoluzione demografica
Abitanti censiti

Vajont è il secondo comune più densamente popolato della provincia di Pordenone, e nel suo territorio sono presenti 520 nuclei familiari, con una media di 2,64 componenti a famiglia, è il comune con reddito medio pro capite più basso (11861 €) nella Provincia di Pordenone, è il comune con la più bassa percentuale di dichiaranti IRPEF (62,9%) e con l'età media più bassa (40,1) nella Regione Friuli-Venezia Giulia.

### Lingue e dialetti
Oltre alla lingua italiana, nel territorio di Vajont non sono riconosciute altre lingue ufficiali. Molte famiglie comunicano ancora con gli idiomi dei paesi discendenti, ovvero il dialetto ertano e il dialetto cassano.

## Cultura

### Eventi
- GIROVAGANDO, centro estivo organizzato dalla ProLoco locale.
- Festa degli Alberi, nell'ultima settimana di aprile, per ogni nato nel comune viene piantato un albero.
- Notte Bianca, festa organizzata dai commercianti che operano nel territorio comunale.

Letteratura
Il 23 febbraio 2014 il Comune ha dedicato la locale biblioteca civica allo scrittore friulano Carlo Sgorlon per aver narrato della omonima tragedia del 1963 nel suo romanzo L'ultima valle (1987). Sgorlon visitò il paese nel 1997: per l'occasione invitò la comunità a rinascere, creandosi una storia radicata nelle tradizioni.

### Cinema
Il comune di Vajont è stato co-produttore dell'omonimo film di Renzo Martinelli.
Nel comune sono state girate molte scene del film Come Dio comanda di Gabriele Salvatores.

## Amministrazione
| Periodo | Periodo   | Primo cittadino  | Partito      | Carica  | Note |
| ------- | --------- | ---------------- | ------------ | ------- | ---- |
| 1972    | 1978      | Renzo De Lorenzi | Lista civica | Sindaco |      |
| 1978    | 1983      | Delfino Zoldan   | Lista civica | Sindaco |      |
| 1983    | 1988      | Renzo De Lorenzi | Lista civica | Sindaco |      |
| 1988    | 1993      | Delfino Zoldan   | Lista civica | Sindaco |      |
| 1993    | 1997      | Virgilio Barzan  | Lista civica | Sindaco |      |
| 1997    | 2001      | Virgilio Barzan  | Lista civica | Sindaco |      |
| 2001    | 2006      | Felice Manarin   | Lista civica | Sindaco |      |
| 2006    | 2011      | Felice Manarin   | Lista civica | Sindaco |      |
| 2011    | 2016      | Felice Manarin   | Lista civica | Sindaco |      |
| 2016    | 2021      | Lavinia Corona   | Lista civica | Sindaco |      |
| 2021    | 2022      | Lavinia Corona   | Lista civica | Sindaco |      |
| 2022    | in carica | Virgilio Barzan  | Lista civica | Sindaco |      |

## Sport

### Calcio
La squadra di calcio della città è l'ASD Calcio Maniago Vajont che milita nel campionato di Eccellenza del Friuli Venezia Giulia.
Dal 2015 è presente la squadra di atletica leggera A.S.D. Atletica San Marco Pordenone.